# Date square

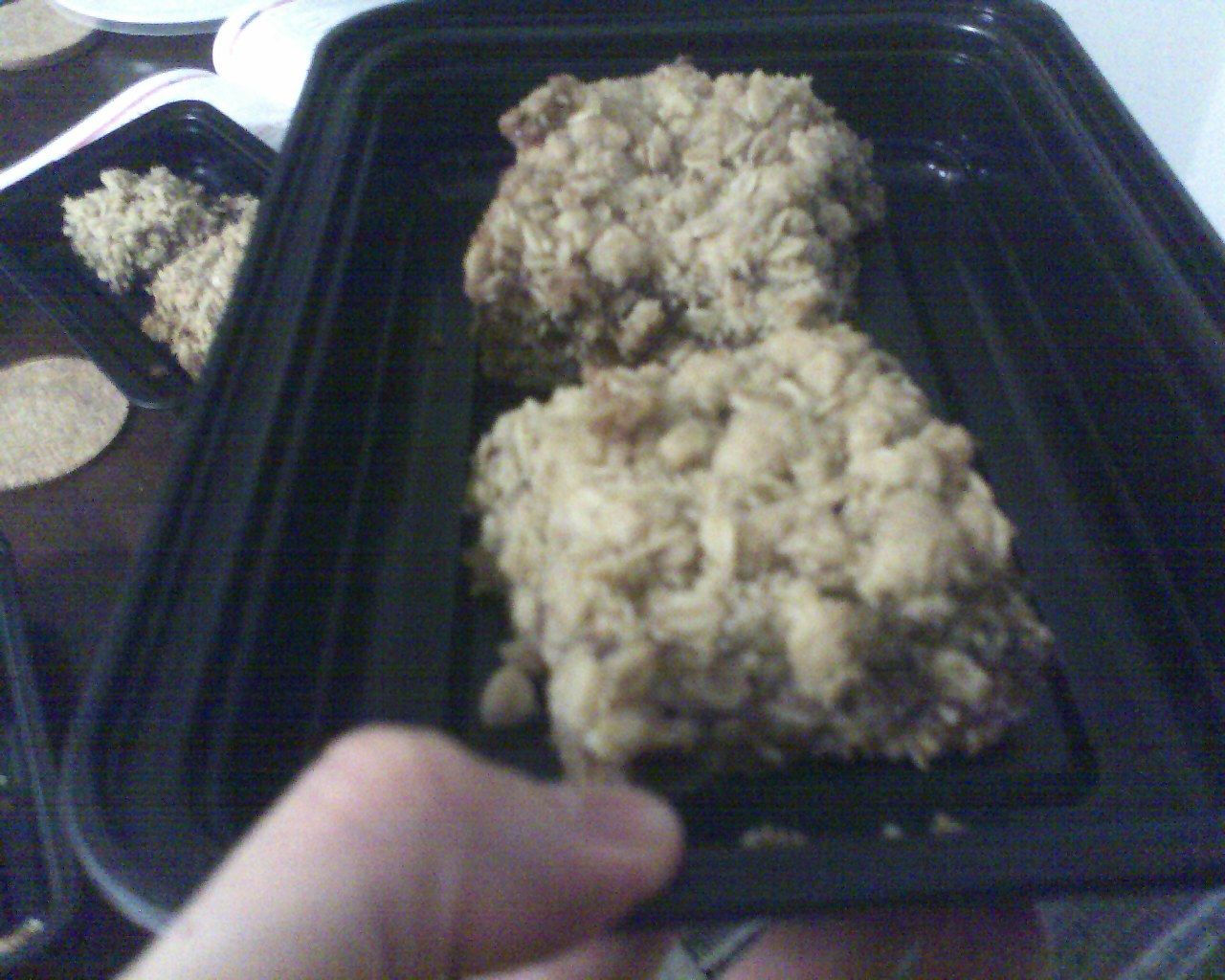
Date squares.

Un date square (‘cuadrado de dátil’) es un tipo de postre o tarta de café hecho de dátil cubierto de copos de avena (oatmeal). En Canadá occidental se conoce como matrimonial cake (‘pastel matrimonial’). Se encuentra a menudo en cafeterías como aperitivo dulce. Pueden añadirse frutos secos a la capa base o al recubrimiento. También puede añadirse piel de naranja a los dátiles por el contraste de texturas.